# Меметов, Рустем Якубович
Рустем Якубович Меметов (бел. Рустэм Якубавіч Меметаў; 20 апреля 1937, Симферополь — 21 мая 2021, Минск) — советский и белорусский архитектор.

## Биография
Рустем Меметов родился 20 апреля 1937 года в городе Симферополе. В 1961 году окончил Ташкентский политехнический институт. В 1961—1970 годах работает архитектором, руководителем группы архитекторов проектного института «Ташпроект» в Ташкенте. В 1970—1977 годах — руководитель коллектива архитекторов проектного института «Минскпроект». В 1977—1997 годах — главный архитектор проекта института «Белгоспроект».
Член Союза архитекторов СССР с 1965 года. Проживал в Минске. Умер 21 мая 2021 в результате осложнений от коронавирусной болезни COVID-19.

## Семья
Был женат на Розе Тагировне Меметовой.

## Творчество
Основные проекты (в авторском коллективе):
- микрорайон Г-12 микрорайона Чиланзар (1964—1966);
- комплекс предприятий общественного питания «Зераушан» в Ташкенте (1968—1972);
- вычислительный центр Белорусской республиканской конторы Госбанка по улице Кальварийской (1975—1978);
- лабораторно-технический корпус Института атомной энергетики АН БССР в поселке Сосны (1979—1982),
- Школа милиции на улице Карла Либкнехта;
- административное здание МГБ БССР на улице Казинца.

- Изначально — вычислительный центр Белорусской республиканской конторы и Минская областная контора Госбанка СССР, с 1992 года — Главное управление Национального банка Республики Беларусь по городу Минску и Минской области.

## Награды
Первая премия Всесоюзного конкурса за эскизный проект центра Ташкента (в авторском коллективе).